# سفیان فقیه
سفیان فقیه (انگلیسی: Sofiane Fekih؛ زادهٔ ۹ اوت ۱۹۶۹) بازیکن فوتبال اهل تونس بود.
از باشگاه‌هایی که در آن بازی کرده‌است می‌توان به باشگاه فوتبال صفاقسی اشاره کرد.
وی همچنین در تیم ملی فوتبال تونس بازی کرده‌است.